# Присяжный номер два
«Присяжный номер два» (англ. Juror No. 2) — американский юридический триллер режиссёра Клинта Иствуда, который, возможно, станет его последней режиссёрской работой. Главные роли исполняют Николас Холт и Тони Коллетт. Мировая премьера фильма состоялась на фестивале AFI Fest 27 октября 2024 года, 1 ноября картина вышла в театральный прокат. Она получила высокие оценки критиков.

## Сюжет
Главный герой фильма — присяжный заседатель Джастин Кемп, участвующий в рассмотрении дела об убийстве. Подсудимого, Джеймса Сайта, обвиняют в том, что 25 октября 2021 года он, после ссоры в баре, избил свою девушку и сбросил её с моста. Кемп понимает, что виновник гибели девушки — он сам: именно в тот вечер он был в том же баре, после чего под проливным дождём сбил кого-то на машине возле моста и уехал, решив, что это был олень. Перед героем встаёт выбор: приговорить невиновного, чтобы обезопасить себя, или добиться оправдательного вердикта. Положение осложняется тем, что жена Кемпа находится на последнем сроке беременности и боится остаться одна, поскольку ранее у пары был опыт утраты близнецов при неудачных родах. В свою очередь, обвинительнице Фэйт Киллбрю важно выиграть дело, поскольку она участвует в выборах на должность окружного прокурора и во многом строит свою кампанию вокруг дела Сайта.
На первом заседании жюри Кемп — единственный, кто высказался против вердикта «виновен». В дальнейшем и у нескольких других присяжных появляются сомнения. Один из них, полицейский в отставке Чиковски, начинает собственное расследование, причём исходит из того, что это было не убийство, а «ДТП со скрывшимся виновником». Он выясняет, что сразу после гибели девушки ремонт проходило полтора десятка машин, в том числе и такая же машина, как у Кемпа. Главный герой делает так, что о расследовании узнаёт судья, и экс-полицейского исключают из жюри, поскольку присяжным запрещено проводить собственные расследования. Тем не менее обсуждение затягивается, в виновности подсудимого начинает сомневаться даже Киллбрю. Она разрабатывает версию ДТП, опрашивает владельцев машин, проходивших ремонт вскоре после преступления, и разговаривает в том числе с женой Кемпа, на которую зарегистрирован автомобиль.
Наконец, присяжные выносят обвинительный вердикт. У жены Кемпа благополучно рождается дочь. Позже Сайта приговаривают к пожизненному заключению без права помилования. Кемп приходит на оглашение приговора, обвинительница видит его и только в этот момент понимает, что тогда говорила с его супругой. У неё не остаётся сомнений в том, что Кемп — истинный виновник. В разговоре у здания суда тот фактически сознаётся в этом, но говорит, что привлечение его к ответственности было бы несправедливым: в этом случае была бы уничтожена целая семья. Теперь же Киллбрю, ставшая окружным прокурором, может принести много пользы обществу на новом посту. Однако у Киллбрю не идёт из головы всё произошедшее.
В один из счастливых моментов, когда супруги проводят время с ребёнком, раздаётся стук в дверь. Кемп открывает и видит на пороге Киллбрю. В этот момент появляются финальные титры.

## В ролях
- Николас Холт — Джастин Кемп, журналист
- Тони Коллетт — Фэйт Киллбрю, обвинитель
- Зои Дойч — Элисон Крюсон, жена Кемпа
- Крис Мессина — Эрик Ресник, адвокат
- Габриэль Бассо — Джеймс Сайт, обвиняемый
- Эми Акино — Тельма Стюарт, судья
- Джей Кей Симмонс — Харольд Чиковски, бывший детектив, член жюри
- Кифер Сазерленд — Ларри Ласкер, адвокат, знакомый Кемпа
- Лесли Бибб — Денис, председатель жюри
- Эдриенн Мур — Йоланда, член жюри
- Седрик Ярбро[англ.] — Маркус, член жюри

## Создание и релиз
Работа над фильмом началась в апреле 2023 года. Предполагается, что эта картина станет последней для 93-летнего Иствуда. Сценарий написал Джонатан Абрамс, роли в фильме получили Николас Холт, Тони Коллетт, Зои Дойч, Кифер Сазерленд. Съёмки начались в июне 2023 года, они приостанавливались из-за забастовки SAG-AFTRA и возобновились в ноябре 2023 года.
Премьера фильма прошла 27 октября 2024 года на кинофестивале AFI Fest, где он стал фильмом закрытия. «Присяжный номер два» вышел в ограниченный прокат в 50 кинотеатрах 1 ноября 2024 года. Изначально планировался релиз на стриминговом сервисе Max.